# Unonopsis guatterioides
Unonopsis guatterioides là loài thực vật có hoa thuộc họ Na. Loài này được (A.DC.) R.E.Fr. miêu tả khoa học đầu tiên năm 1937.